# Euproctis latifascia
Euproctis latifascia är en fjärilsart som beskrevs av Walker 1855. Euproctis latifascia ingår i släktet Euproctis och familjen tofsspinnare. Inga underarter finns listade i Catalogue of Life.